# Albert Fish
Hamilton Howard «Albert» Fish (Washington D. C., 19 de mayo de 1870-Ossining, Nueva York, 16 de enero de 1936) fue un asesino en serie y caníbal estadounidense. Es también conocido como el «Hombre gris», «El hombre lobo de Wysteria» y «El vampiro de Brooklyn». Afirmaba haber abusado sexualmente y/o asesinado a más de 100 niños, aunque solo fue sospechoso en 9 casos. Confesó tres homicidios que la policía fue capaz de confirmar y confesó haber acuchillado al menos a dos personas más. Fue sometido a un sonado juicio por el asesinato de Grace Budd, condenado y ejecutado.

## Biografía

### Primeros años
Nació en Washington D. C., hijo de Randall Fish (1795-1875). Según él, fue nombrado así a causa de Hamilton Fish, un familiar lejano. Su padre era 43 años mayor que su madre. Albert era el hijo más joven y tuvo tres hermanos vivos: Walter, Annie y Edward Fish. Él quiso llamarse «Albert» después de la muerte de un hermano, y escapar del sobrenombre 'Ham and Eggs' ('Huevos con jamón') que le fue aplicado en un orfanato en el cual transcurrió una buena parte de su infancia.
Muchos miembros de su familia padecieron enfermedades mentales, y alguno sufrió manía religiosa. Su padre fue capitán de un barco de río, pero para 1870 se desempeñaba como fabricante de fertilizantes. El viejo Fish murió de un infarto de miocardio en la estación Six Street del ferrocarril de Pensilvania en 1875 en Washington D. C. La madre de Albert lo envió a un orfanato cuando apenas contaba con 5 años. Ahí fue azotado y golpeado frecuentemente y, después de un tiempo, descubrió que disfrutaba del dolor físico. Los golpes le provocarían orgasmos frecuentes por lo que los demás huérfanos lo molestaban. Para 1879, su madre consiguió un empleo en el gobierno y fue capaz de cuidarle. Sin embargo, las experiencias vividas anteriormente le afectaron. Comenzó a tener relaciones homosexuales en 1882, a la edad de 12 años con el hijo de un telegrafista unos años mayor. La juventud también llevó a Fish a prácticas como urofagia y coprofagia. Fish comenzó a visitar baños públicos en donde se excitaba con los olores y sonidos, y piscinas públicas donde podía ver jóvenes desnudos, y gastaba una buena parte del fin de semana en esas visitas.
Hacia 1890, Fish llegó a la ciudad de Nueva York. Dijo durante su confesión que se había vuelto un prostituto. También afirmó que comenzó a violar a muchachos jóvenes, un crimen que siguió cometiendo aún después de que su madre le arregló un matrimonio. En 1898, se casó con una mujer nueve años menor que él. Tuvieron seis hijos: Albert, Anna, Gertrude, Eugene, John y Henry Fish. Fue arrestado por malversación de fondos y sentenciado a prisión, purgando su delito en la cárcel estatal de Sing Sing en 1903, donde mantuvo relaciones sexuales con distintos presos.
Desde 1898 trabajó como pintor de brocha gorda en casas particulares, y afirmó que aprovechó para cometer abuso sexual con al menos 100 niños varones, generalmente menores de 6 años de edad. Fish comenzó a intensificar sus visitas a burdeles, en donde pedía a las prostitutas que le azotaran y golpearan. Recordó un incidente en el cual un amante masculino lo llevó a un museo de cera con modelos anatómicos en donde Fish quedaría fascinado con la disección de un pene; poco después desarrollaría un interés mórbido por la castración. Hacia 1910, durante una relación con un hombre con una discapacidad mental, Fish procuró castrarlo después de atarle. El hombre gritó tanto que Fish se asustó y huyó.
En enero de 1917, su esposa lo abandonó por John Straube, un albañil que trabajó para la familia Fish. Seguido a este rechazo, Fish comenzó a escuchar voces; por ejemplo, en una ocasión se envolvió en una alfombra aduciendo que seguía las instrucciones de Juan el Apóstol.

### Primeros ataques e intentos de secuestro
Fish cometió lo que pudo ser su primer ataque en la persona de un joven con discapacidad mental llamado Thomas Bedden en Wilmington (Delaware) en 1910. Tiempo después acuchilló a un niño también con discapacidad mental hacia 1919 en Georgetown (Washington D. C.).
El 11 de julio de 1924, Fish encontró a Beatrice Kiell, una niña de 8 años de edad, jugando sola delante de la granja de sus padres en Staten Island. Le ofreció dinero para que lo acompañara y le ayudase a buscar ruibarbo en los campos vecinos. La niña estaba a punto de abandonar la granja cuando su madre ahuyentó a Fish. Fish se alejó, pero regresó después al granero de la familia Kiell, donde trató de dormir por la noche, para ser descubierto antes por Hans Kiell, quien le dijo que se fuera.

### Grace Budd
El 25 de mayo de 1928, Edward Budd colocó un anuncio clasificado en la edición dominical del diario New York World que decía: "Hombre joven, 18 años, desea posicionarse en el país. Edward Budd, 406 West 15th Street". El 28 de mayo de 1928 Fish, entonces con 58 años de edad, visitó a la familia Budd en Manhattan (Nueva York) bajo el pretexto de contratar a Edward. Se presentó a sí mismo como Frank Howard, un granjero de Farmingdale (Nueva York). Al llegar, Fish conoció a la joven hermana de Budd: Grace, que contaba con 10 años de edad. Fish prometió contratar a Budd y le dijo que vendría por él al cabo de algunos días. En su segunda visita accedió a contratar a Budd, y entonces convenció a sus padres, Delia Flanagan y Albert Budd, de dejar que Grace le acompañase a una fiesta de cumpleaños aquella tarde en la casa de su hermana. Albert Budd era mozo de la Equitable Life Assurance Society. Grace tenía una hermana llamada Beatrice y dos hermanos: Albert Budd II y George Budd, además de Edward que era el mayor. Fish se alejó de ahí aquel día, con Grace, pero jamás regresó.
La policía arrestó a Charles Edward Pope el 5 de septiembre de 1930 como sospechoso del rapto. Pope tenía 66 años de edad y era superintendente de unos apartamentos, se parecía físicamente a Fish y fue acusado por su alienada esposa. Charles pasó 108 días en prisión entre su arresto y juicio verificado el 22 de diciembre de 1930.

### La carta
Seis años después, en noviembre de 1934, una carta anónima fue enviada a los padres de la niña, lo que condujo a la policía hacia Albert Fish. La carta se cita abajo, con errores gramaticales y faltas de ortografía de Fish (en inglés).

Dear Mrs. Budd. In 1894 a friend of mine shipped as a deck hand on the Steamer Tacoma, Capt. John Davis. They sailed from San Francisco for Hong Kong, China. On arriving there he and two others went ashore and got drunk. When they returned the boat was gone. At that time there was famine in China. Meat of any kind was from $1-3 per pound. So great was the suffering among the very poor that all children under 12 were sold for food in order to keep others from starving. A boy or girl under 14 was not safe in the street. You could go in any shop and ask for steak—chops—or stew meat. Part of the naked body of a boy or girl would be brought out and just what you wanted cut from it. A boy or girl's behind which is the sweetest part of the body and sold as veal cutlet brought the highest price. John staid [sic] there so long he acquired a taste for human flesh. On his return to N.Y. he stole two boys, one 7 and one 11. Took them to his home stripped them naked tied them in a closet. Then burned everything they had on. Several times every day and night he spanked them — tortured them — to make their meat good and tender. First he killed the 11 year old boy, because he had the fattest ass and of course the most meat on it. Every part of his body was cooked and eaten except the head—bones and guts. He was roasted in the oven (all of his ass), boiled, broiled, fried and stewed. The little boy was next, went the same way. At that time, I was living at 409 E 100 St. near—right side. He told me so often how good human flesh was I made up my mind to taste it.On Sunday June the 3, 1928 I called on you at 406 W 15 St. Brought you pot cheese—strawberries. We had lunch. Grace sat in my lap and kissed me. I made up my mind to eat her. On the pretense of taking her to a party. You said yes she could go. I took her to an empty house in Westchester I had already picked out. When we got there, I told her to remain outside. She picked wildflowers. I went upstairs and stripped all my clothes off. I knew if I did not I would get her blood on them. When all was ready I went to the window and called her. Then I hid in a closet until she was in the room. When she saw me all naked she began to cry and tried to run down the stairs. I grabbed her and she said she would tell her mamma. First I stripped her naked. How she did kick — bite and scratch. I choked her to death, then cut her in small pieces so I could take my meat to my rooms. Cook and eat it. How sweet and tender her little ass was roasted in the oven. It took me 9 days to eat her entire body. I did not fuck her tho I could of had I wished. She died a virgin.

Traducción:

Estimada Señora Budd. En 1894 un amigo mío fue enviado como asistente de plataforma en el barco de vapor Tacoma, el Capitán John Davis. Viajaron de San Francisco a Hong Kong, China. Al llegar ahí él y otros dos fueron a tierra y se embriagaron. Cuando regresaron el barco se había marchado. En aquel tiempo había hambruna en China. La carne de cualquier tipo costaba de 1 a 3 dólares por libra. Así tan grande era el sufrimiento entre los más pobres que todos los niños menores de 12 años eran vendidos como alimentos en orden de mantener a los demás libres de morir de hambre. Un chico o chica menores de catorce años no estaban seguros en las calles. Usted podía entrar a cualquier tienda y pedir corte en filete o carne de estofado. La parte del cuerpo desnudo de un chico o chica sería sacada y lo que usted quisiera sería cortado de él. El trasero de un chico o chica la cual es la parte mas dulce del cuerpo era vendida como chuleta de ternera a un precio muy alto. John permaneció ahí durante mucho tiempo adquiriendo gusto por la carne humana. A su regreso a Nueva York robó a dos chicos uno de 7 y uno de 11 años de edad. Los llevó a su casa los despojó y desnudó y los ató a un armario. Entonces quemó todo lo que ellos portaban. Varias veces cada día y cada noche los azotó —los torturó— para hacer su carne buena y tierna. Primero mató al chico de 11 años de edad porque tenía el trasero más gordo y por supuesto una mayor cantidad de carne en él. Cada parte de su cuerpo fue cocinada y comida excepto la cabeza, los huesos y los intestinos. Fue asado en el horno (todo su trasero), hervido, asado, frito y estofado. El chico pequeño fue el siguiente, fue de la misma manera. En aquel tiempo, yo vivía en la calle 409 E 100 cercana a la derecha. Él me decía frecuentemente cuan buena era la carne humana, que decidí probarla.

El domingo 3 de junio de 1928, yo le visité en el 406 W calle 15. Le llevé un pote de queso y fresas. Almorzamos, Grace se sentó en mi regazo y me besó. Decidí comerla. Con el pretexto de llevarla a una fiesta. Usted dijo que sí, que ella podría ir. La llevé a una casa vacía en Westchester que yo ya había escogido. Cuando llegamos, le dije que se quedara afuera. Ella recogió flores, subí y me quite mis ropas. Yo sabía que si no lo hacía las habría de manchar con su sangre. Cuando todo estuvo listo, me asomé a la ventana y la llamé. Entonces me oculté en un armario hasta que ella estuvo en la habitación. Cuando ella me vio completamente desnudo comenzó a llorar y a tratar de correr escaleras abajo. La atrapé y me dijo que se lo diría a su mamá. La desnudé. Pateó y me rasguñó. La estrangulé y entonces la corté en pequeños pedazos para poder llevarme la carne a mis habitaciones. La cociné y comí. Cuan dulce y tierno fue su trasero asado en el horno. Me llevó nueve días comer su cuerpo entero estaba deliciosa, carnosa y jugosa. No la follé aunque podría haberlo hecho si lo hubiera deseado. Murió virgen.

La Señora Budd era analfabeta y no podía leer la carta por ella misma, así que se la dio a su hijo para que la leyera. La policía investigó la carta. No se encontraron evidencias de que fueran ciertas la parte sobre el "capitán Davis y la «hambruna» en Hong Kong. La policía sí consideró que la parte que se refería al asesinato de Grace era bastante precisa en su descripción del secuestro y los eventos subsiguientes, aunque no se pudo confirmar si realmente Fish llegó a comerse partes del cuerpo de Grace.

### Captura
La carta fue entregada en un sobre que tenía un pequeño símbolo hexagonal con las siglas «N.Y.P.C.B.A.» que significa «Mutua Privada de Chóferes de Nueva York». Un portero de la compañía dijo a la policía que él había tomado algunos de un escritorio pero que los dejó en su habitación alquilada en la calle 200 East 52nd Street cuando se mudó. La propietaria de los apartamentos alquilados dijo que Fish se había alojado en ese cuarto unos días antes. Dijo que el hijo de Fish le mandaba dinero y le había pedido que retuviera su siguiente cheque para él. William King, el director de investigación, esperó fuera de la habitación hasta que Fish regresó. Accedió a ir a comisaría para ser interrogado, pero en la puerta principal amenazó a King con una navaja en cada mano. King desarmó a Fish y lo llevó a la comisaría de policía. Fish no hizo el intento de negar el asesinato de Grace Budd, diciendo que él pretendía ir a la casa para llevarse y asesinar a Edward Budd, el hermano de Grace, pero cambió de idea al verla a ella.

## Descubrimientos posteriores a su captura

### Billy Gaffney
Un niño de 4 años llamado Billy Gaffney se encontraba jugando en el patio afuera del apartamento de su familia en Brooklyn con su amigo, Billy Beaton, de 3 años, el 11 de febrero de 1927. Ambos chicos desaparecieron, pero el amigo fue encontrado en el tejado del edificio de apartamentos. Cuando se le preguntó sobre qué había pasado con Gaffney, Beaton dijo: "el coco se lo llevó". Inicialmente Peter Kudzinowski era sospechoso del asesinato de Gaffney. Entonces Joseph Meehan, un conductor de tranvía de Brooklyn, vio una foto de Fish en los diarios y lo identificó como el anciano que vio el 11 de febrero de 1927, tratando de calmar a un niño sentado a su lado en el tranvía. El chico no llevaba chaqueta y lloraba por su madre y fue arrastrado por el hombre fuera del vehículo, la policía comparó e igualó la descripción del niño con la filiación de Billy. El cuerpo de Gaffney nunca fue recuperado. La madre de Billy visitó a Fish en la prisión de Sing Sing para tratar de obtener más detalles de la muerte de su hijo. Fish confesó lo siguiente en una carta a su abogado (en inglés): 

I brought him to the Riker Avenue dumps. There is a house that stands alone, not far from where I took him. I took the boy there. Stripped him naked and tied his hands and feet and gagged him with a piece of dirty rag I picked out of the dump. Then I burned his clothes. Threw his shoes in the dump. Then I walked back and took the trolley to 59 Street at 2 a.m. and walked from there home. Next day about 2 p.m., I took tools, a good heavy cat-o-nine tails. Home made. Short handle. Cut one of my belts in half, slit these halves in six strips about 8 inches long. I whipped his bare behind till the blood ran from his legs. I cut off his ears, nose, slit his mouth from ear to ear. Gouged out his eyes. He was dead then. I stuck the knife in his belly and held my mouth to his body and drank his blood. I picked up four old potato sacks and gathered a pile of stones. Then I cut him up. I had a grip with me. I put his nose, ears and a few slices of his belly in the grip. Then I cut him through the middle of his body. Just below the belly button. Then through his legs about 2 inches below his behind. I put this in my grip with a lot of paper. I cut off the head, feet, arms, hands and the legs below the knee. This I put in sacks weighed with stones, tied the ends and threw them into the pools of slimy water you will see all along the road going to North Beach. I came home with my meat. I had the front of his body I liked best. His monkey and pee wees and a nice little fat behind to roast in the oven and eat. I made a stew out of his ears, nose, pieces of his face and belly. I put onions, carrots, turnips, celery, salt and pepper. It was good. Then I split the cheeks of his behind open, cut off his monkey and pee wees and washed them first. I put strips of bacon on each cheek of his behind and put them in the oven. Then I picked 4 onions and when the meat had roasted about ¼ hour, I poured about a pint of water over it for gravy and put in the onions. At frequent intervals I basted his behind with a wooden spoon. So the meat would be nice and juicy. In about 2 hours, it was nice and brown, cooked through. I never ate any roast turkey that tasted half as good as his sweet fat little behind did. I ate every bit of the meat in about four days. His little monkey was a sweet as a nut, but his pee-wees I could not chew. Threw them in the toilet.

Traducción:

Lo llevé a los vertederos de Riker Avenue. Ahí hay una casa que permanece sola, no lejos de donde lo tomé, llevé al chico ahí. Lo despojé, desnudé y até sus manos y pies, lo amordacé con un harapo sucio que recogí en el vertedero. Entonces quemé sus ropas. Arrojé sus zapatos al vertedero. Regresé y tomé el tranvía de 59 Street a las 2 a.m. y caminé de ahí a casa. Al siguiente día cerca de las 2 p.m., llevé herramientas, un muy buen látigo de nueve colas. Casero. Con mango corto. Corté uno de mis cinturones a la mitad, corté esas mitades en seis tiras de cerca de 8 pulgadas de largo. Azoté su trasero descubierto hasta que la sangre corrió en sus piernas. Corté las orejas, la nariz, corte la boca de oreja a oreja. Le saqué los ojos. Estaba muerto entonces. Enterré el cuchillo en su vientre, acerqué mi boca a su cuerpo y bebí su sangre. Recogí cuatro sacos viejos de patatas y reuní una pila de piedras. Entonces lo corté en pedazos. Tenía un fardo conmigo. Puse su nariz y orejas y unas cuantas rajas del vientre en el fardo. Entonces lo corté por el centro del cuerpo. Justo debajo del ombligo. Después a través de sus piernas aproximadamente 2 pulgadas debajo de su trasero. Puse esto en mi fardo con mucho papel, le corté la cabeza, pies, brazos, manos y las piernas debajo de la rodilla. Coloqué todo esto dentro de los sacos pesados con piedras, los até y los arrojé en las fosas de agua fangosa que usted verá a lo largo del camino que va a North Beach. Regresé a casa con mi carne. Tuve el frente de su cuerpo que me gustaba. Su "mono"(pene, en argot) y "pee wees"(testículos, en argot) y un agradable y gordo trasero, para asar en el horno y comer. Hice un estofado con sus orejas y nariz, pedazos de su cara y el vientre. Puse cebollas, zanahorias, nabos, apio, sal y pimienta. Estaban buenos. Entonces partí su trasero, corté su pene y testículos y los lavé primero. Puse tiras de tocino en cada nalga y las puse en el horno. Entonces escogí 4 cebollas y cuando la carne había asado cerca de ¼ de hora, vertí un poco de agua para la salsa de la carne y puse las cebollas. A intervalos frecuentes rocié su trasero con una cuchara de madera. Así la carne sería agradable y jugosa. En cerca de 2 horas, estaba buena y doradita, cocinada. Nunca comí algún pavo asado que tuviera la mitad del sabor que este dulce gordo y pequeño trasero. Comí cada bocado de carne en cerca de 4 días. Su pequeño "mono" era dulce como la nuez, pero sus "pee wees" no pude masticarlos. Los arrojé al inodoro.

### Detenciones previas
Fish se casó el 6 de febrero de 1930 en Waterloo (Nueva York) con Estella Wilcox y se divorció una semana después, aunque nunca llegó a separarse oficialmente de su primera esposa. Fish había sido arrestado en mayo de 1930 por haber "enviado una carta obscena a una mujer afroamericana contestando un anuncio en que ella se ofrecía como sirvienta". Tras su arresto, fue enviado al hospital psiquiátrico Bellevue en 1930 y 1931 para su observación. Tras unos meses, creyeron sus trastornos sexuales fruto de demencia senil y le dieron el alta.

### Juicio y ejecución

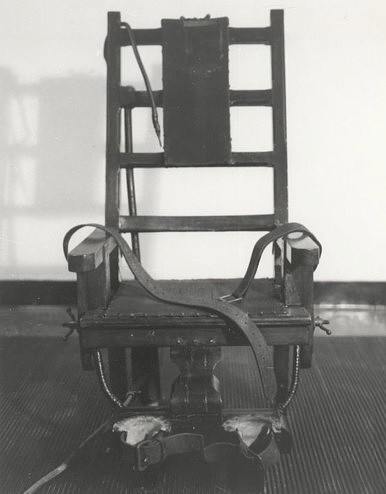
Silla eléctrica en Sing Sing - "Old Sparky".

El juicio de Albert Fish por el asesinato premeditado de Grace Budd comenzó el lunes 11 de marzo de 1935 en White Plains (Nueva York), con Frederick P. Close como juez y como abogado fiscal de distrito Ellbert F. Gallagher. James Dempsey fue el abogado defensor de Fish. El juicio duró diez días. Fish alegó locura y clamó haber escuchado voces de Dios ordenándole matar a los niños. Numerosos psiquiatras testificaron acerca de los fetichismos sexuales de Fish, incluyendo coprofagia, urofilia, pedofilia, sadismo y masoquismo, pero existía desacuerdo en determinar cuál de ellos signaba la locura de Fish. El jefe experto de la defensa Fredric Wertham, un psiquiatra especializado en desarrollo infantil y que realizaba exámenes en las cortes criminales de Nueva York, afirmó que Fish era un demente, el peor que se recordaba. Otro testigo de la defensa fue Mary Nicholas, hijastra de Fish, con 17 años de edad. Ella describió cómo Fish la instaba a ella y a sus hermanos a juegos que involucraban masoquismo, donde él perdía a posta para pedir que le golpearan. 
El jurado lo encontró cuerdo y culpable, y el juez ordenó su ejecución.
Después de ser sentenciado Fish confesó el asesinato de Francis X. McDonnell de 8 años de edad, muerto en Staten Island. Francis jugaba en el porche frente a su hogar cerca de Port Richmond (Staten Island) el 15 de julio de 1924. La madre de Francis vio a un "anciano" apretando y aflojando sus puños, caminando sin decir nada. Después, durante el día, el anciano fue visto nuevamente, pero esta vez observaba a Francis y a sus amigos jugar. El cuerpo de Francis fue encontrado en los bosques cercanos en donde un vecino vio a Francis y al "anciano" dirigirse hacia allí aquella tarde. Había sido estrangulado con su ropa interior y sodomizado. Tenía laceraciones en las piernas y le faltaba una pantorrilla.
Fish llegó a prisión en marzo de 1935 y fue ejecutado en la silla eléctrica el 16 de enero de 1936, en la correccional de Sing Sing. Entró a la cámara de ejecución a las 11:06 p. m. y fue declarado muerto tres minutos después. Fue sepultado en el cementerio de Sing Sing. Se tiene registro de que dijo que la electrocución sería "la experiencia suprema de mi vida". Justo antes de que se accionara el interruptor afirmó: "No sé aún por qué estoy aquí, pero aún así la pesadilla se acabó para siempre".

## Otras víctimas barajadas
Fish negó estar involucrado con otros asesinatos. Sin embargo fue sospechoso de otros tres. El detective William King creía que Fish podía haber sido "el vampiro de Brooklyn", un violador y asesino que asesinaba niños principalmente. 
Ellos fueron:
- 1927 — Yetta Abramowitz, de 12 años de edad, residente del barrio de El Bronx. Fue estrangulada y golpeada en el tejado de un edificio de apartamentos de 5 niveles ubicado en 1013 Simpson Street, y murió en el hospital minutos después de ser hallada. El asesino escapó, pero 20 detectives y muchos policías uniformados buscaban a un "joven hombre alto" que se decía que había tratado de atraer a varias jovencitas del vecindario a callejones y pasillos oscuros el 14 de mayo de 1927.
- 1932 — Mary Ellen O'Connor, de 16 años de edad, residente del barrio de Far Rockaway, en Queens. El 15 de febrero de 1932, su cuerpo mutilado fue hallado en los bosques cercanos a una casa que Fish había estado pintando.
- 1932 — Benjamin Collings, de 17 años de edad.